# Treron axillaris
El vinago axilar (Treron axillaris) es una especie de ave columbiforme de la familia Columbidae endémica de las Filipinas.

## Subespecies
Se reconocen las siguientes subespecies:
- T. a. amadoni Parkes, 1965 – en el norte de Luzón;
- T. a. axillaris (Bonaparte, 1855) – en el sur de Luzón, Polillo, Catanduanes, Mindoro, Lubang y Alabat;
- T. a. canescens Parkes, 1965	– en el este y oeste de las Bisayas, Mindanao y Basilan;
- T. a. everetti (Rothschild, 1894) en el archipiélago de Joló (Bongao, Joló, Sibutu y Tawi-Tawi).